# Palatul Știrbei din Dărmănești
Palatul Știrbei din Dărmănești este un monument istoric aflat pe teritoriul orașului Dărmănești, operă a arhitectului Nicolae Ghika-Budești.